# آخلیستینو
آخلیستینو (انگلیسی: Akhlystino) یک شهرک در شهرستان بلاگووشچنسکی باشقیرستان کشور روسیه است.